# Unaussprechlichen Kulten
«Сокрове́нные ку́льты» или «Безымянные культы», «Невыразимые культы» (нем. Unaussprechlichen Kulten, англ. Nameless Cults) — вымышленная оккультная книга персонажа барона Фридриха Вильгельма фон Юнцта в произведениях американского писателя ужасов Роберта Говарда и последователей «Мифов Ктулху». Появляется в рассказах «Дети ночи» и «Черный камень». Является одной из пяти основных «запрещённых книг» в библиотеке «Мифов Ктулху», наряду с «Некрономиконом», «Книгой Эйбона», «Cultes des Goules» и «De Vermis Mysteriis». Лавкрафт заимствовал книгу Роберта Говарда для своих рассказов: «Грёзы в ведьмовском доме», «Обитающий во Тьме» и прочих. Лавкрафт дал ему немецкое название в своих работах, больше соответствующее немецкому имени вымышленного автора Фон Юнцта. Для этого он попросил Августа Дерлета сделать перевод и тогда он предложил вариант «Unaussprechlichen Kulten». На книгу ссылаются двенадцать произведений авторства Роберта Говарда и Говарда Лавкрафта, а также три рассказа Августа Дерлета.

## История создания

### Предпосылки к созданию «Unaussprechlichen Kulten»
В письме к своему школьному товарищу Тевису Клайду Смиту Роберт Говард упоминает о письме от Лавкрафта, полученном им на днях.

Я получил письмо от Лавкрафта, в котором он, к моему большому огорчению, сообщает, что Ктулху, Р’лиех, Юггот, Йог Согот и прочие — всего лишь плоды его собственного воображения. Он пишет: «Все они упоминаются в трудах д-ра де Кастро, потому что этот джентльмен всего лишь мой клиент, в его рассказы я вставил этих персонажей просто для смеха. Если кто-либо ещё из моих клиентов опубликует свои произведения в „Сверхъестественных историях“, вы, наверное, найдёте в них ещё больше упоминаний о культе Ктулху и ему подобных. Некрономикон и Араб Абдул Аль-Хазред — тоже мои выдумки. Абдул — мой любимый персонаж, я сам называл себя так, когда мне было пять лет и я был в восторге от „Арабских ночей“ в переводе Эндрю Лонга. Несколько лет назад я ради забавы задумал описать историю жизни Абдула. Лонг упоминал Некрономикон в некоторых написанных им вещах — на самом деле я считаю, что это довольно забавно: выдавать эти выдуманные мифы за настоящие, ссылаясь якобы на другой источник. Лонг так же, как и я, часто размышляет о том, что послужило сюжетом для легенды о ведьмах у Мэйкена. Я думаю, что они собственное изобретение Мэйкена, потому что я нигде больше не читал о них. Но Лонг до сих пор уверен, что источником мифа послужили какие-то реальные события. Вы не можете пролить свет на это?»
Естественно, я ничего об этом не знаю, но, если Лавкрафт даст мне адрес Мэйкена, я напишу ему и спрошу об этом. Мне и самому было бы интересно узнать. И я собираюсь спросить Лавкрафта, нельзя ли мне использовать его мифологию в моих рассказах — в виде намёков, конечно….— Роберт Говард. Техас, Кросс-Плейнс, сентябрь 1930 года..
В этом письме хорошо видно, как он задумывается о вымышленных книгах вымышленных авторов. Итогом этих размышлений Роберта Ирвина Говарда стала его собственная вымышленная книга, впоследствии ставшая чёрной книгой «Unaussprechlichen Kulten», появившаяся восемь месяцев спустя. То есть «Безымянные культы», в известной степени, были его собственным авторским аналогом лавкрафтовского «Некрономикона».

### Хронология основных публикаций
Каноническая литературная легенда книги «Unaussprechlichen Kulten» была создана в период с 1931 по 1935 годы.
- 1931 год. Впервые «Безымянные культы», под оригинальным названием англ. Nameless Cults, встречаются у Роберта Говарда в рассказе «Дети ночи», опубликованном в 1931 году[2] в сдвоенном выпуске за апрель и май журнала фантастики Weird Tales. В ноябре того же года в том же журнале, он публикует ещё один рассказ — «Чёрный камень», в котором вновь обращается к теме фон Юнцта и к его «Чёрной книге».
- 1932 год. Через несколько месяцев, в феврале 1932 года, публикуется третий рассказ Говарда из «чернокнижного цикла» — «Тварь на крыше». Примерно в то же время Лавкрафт создаёт «Грёзы в ведьмовском доме», где впервые в своём наследии упоминает о книге фон Юнцта. А в октябре он же (Г. Ф. Лавкрафт) пишет в соавторстве с американской писательницей Хейзел Хелд[3] рассказ «Ужас в музее», где вновь обращается к зловещей книге Говарда. К этому же времени относится неопубликованный при жизни Говарда его рассказ «Копытная тварь» (англ. The Hoofed Thing).
- 1933 год. В августе 1933 года Лавкрафт пишет «Тварь на пороге» и в том же году в соавторстве с Хейзел Хелд рассказ «Вне времени».
- 1934 год. Роберт Говард пишет короткий неоконченный фрагмент «Beneath the glare of the sun…», из своего цикла о жителе Техаса Джеймсе Эллисоне, где единственный раз называет книгу фон Юнцта «Unaussprechlichen Kulten», соглашаясь с каноническим вариантом Лавкрафта и Дерлета[4].
- 1935 год. Две крупные повести Лавкрафта «За гранью времён» и «Обитающий во тьме», где также упоминаются «Unaussprechlichen Kulten».

## Прототипы

### «Horrid Mysteries»
— Да, — кивнул хозяин. — И некоторые из них настоящие раритеты. По, Блэквуд, Метьюрин… а вот, взгляните, редкостная вещица: «Ужасные таинства» маркиза Гроссе, подлинное издание восемнадцатого века.— Роберт Говард «Дети ночи» (апрель 1931 года)

Мне посчастливилось узнать о «Безымянных культах» из самого первого издания, так называемой «Чёрной книги». Она вышла в Дюссельдорфе в 1839 году, незадолго до того, как её автора настиг неумолимый рок. С «Безымянными культами» библиофилы знакомы в основном по дешёвым и неряшливым переводам, пиратски изданным в Лондоне в 1845-м, а также по-изуверски сокращённому тексту, выпущенному в 1909-м нью-йоркским «Golden Goblin Press». Мне же в руки попал настоящий немецкий том, вместивший в себя труд фон Юнцта от первого до последнего слова, — увесистая книга в кожаной обложке с ржавыми стальными накладками. Вряд ли во всем мире сохранилось более полудюжины её сестрёнок, поскольку тираж был мизерным, и вдобавок, когда по свету разнеслась весть о трагическом конце автора, многие обладатели его книг в страхе поспешили их сжечь…— Роберт Говард «Чёрный камень» (ноябрь 1931 года)
Наиболее вероятным представляется, что у «Безымянных культов» был реальный прототип (как и у самого фон Юнцта). В рассказе «Дети ночи», где впервые фигурирует барон фон Юнцт, кроме всего прочего упоминается английское издание 1796 года готического романа под названием «Horrid Mysteries» («Ужасные таинства») авторства маркиза фон Гроссе (1768—1847), немецкого авантюриста, журналиста и естествоиспытателя. Книга «Horrid Mysteries» повествует об ордене иллюминатов и о якобинской конспирологии. Оригинальный немецкий текст Карла Фридриха Августа Гроссе, под названием нем. «Der Genius», вышел в четырёх томах в 1791—1795 годах в городе Халле. На английском языке книга «Der Genius» была издана в Лондоне в 1796 году, в издательстве Minerva Press, в переводе немецкого лютеранского пастора Петера Вилля под названием англ. «Horrid Mysteries: A Story from the German of the Marquis of Grosse» («Ужасные таинства: История из Германии маркиза Гроссе»). Издательство «Minerva Press» занималось изданием дешёвых готических и сентиментальных книг для широкой читательской аудитории. Интересно, что Говарду книга «Horrid Mysteries» очень нравилась, а вот Лавкрафт в своём эссе «Сверхъестественный ужас в литературе», оценил книгу псевдомаркиза фон Гроссе крайне низко, добавив, что роман затянут и имеет массу лишнего. Говард парировал эту оценку Лавкрафта тем, что «Ужасные мистерии» просто были плохо переведены на английский и лондонские редакторы добавили туда много «скандальных деталей», дабы привлечь массового читателя, и что немецкий оригинал бесподобен. Вся эта история сильно напоминает детали литературной легенды научного труда фон Юнцта, который также был в своё время издан на английском языке в очень коммерческом варианте, скомпрометировавшем «Безымянные культы». Роман Карла Гроссе очень интересовал Говарда, он даже обсуждал его с Кларком Эштоном Смитом, что косвенно видно из переписки 1931 года Смита с Лавкрафтом.

## Название
В произведениях разных писателей книга фон Юнцта носит названия, отличающиеся друг от друга. В общем каноне мифологии Ктулху, основоположником которой является Говард Лавкрафт, эту книгу принято называть нем. «Unaussprechlichen Kulten», ибо именно такое название применяется в большинстве произведений Лавкрафта.

### «Nameless Cults»
Сам Роберт Говард, первоначальный создатель концепции книги фон Юнцта, не применял для неё немецкого названия, используя англ. «Nameless Cults» (дословный перевод — рус. «Безымя́нные ку́льты»), за исключением короткого неоконченного безымянного отрывка «Beneath the glare of the sun…» 1934 года, впоследствии переработанного Робертом М. Прайсом в рассказ «Чёрная эпоха» (англ. Black Eons). Лавкрафт использует английский вариант названия «Nameless Cults» в рассказе 1933 года «Вне времени».

### «The Black Book»
Название «Чёрная книга» Роберт Говард применял исключительно к оригинальному дюссельдорфскому изданию «Безымянных культов» 1839 года, опубликованному, согласно с его версией легенды, на немецком языке, поэтому оно не может быть использовано в качестве полноценного синонима «Nameless Cults» как текстового произведения. Лавкрафт использует название «The Black Book», применительно к дюссельдорфскому первоизданию книги фон Юнцта, в рассказе «Вне времени».

### «Ungenennte Heidenthume»
В 1932 году Говард Лавкрафт в переписке с Августом Дерлетом предлагает первый немецкий вариант названия для этой книги — нем. «Ungenennte Heidenthume» (рус. «Неимену́емое язы́чество»).

### «Unaussprechlichen Kulten»
Первый вариант Лавкрафта «Ungenennte Heidenthume» не понравился Дерлету, и вскоре он предлагает свой вариант — нем. Unaussprechlichen Kulten. При этом Дерлетом использована ошибочная (либо намеренно художественно искажённая) форма в дательном падеже (дословный перевод нем. «Unaussprechlichen Kulten» в таком случае — рус. «Невырази́мым ку́льтам»). Правильная форма на немецком в именительном падеже нем. Unaussprechliche Kulte — дословно рус. Невырази́мые ку́льты. Ещё одно объяснение подобной ошибки связано с пропущенным предлогом нем. von (либо иного слова). В таком случае, название книги фон Юнцта было бы нем. «Von unaussprechlichen Kulten», что можно перевести как рус. «Из невыразимых культов» либо «О невыразимых культах». Интересно, что сам Лавкрафт использовал в своих рассказах именно немецкий вариант, предложенный Дерлетом (при этом поначалу написал его ещё более ошибочно и непереводимо — Unaussprechlicken Kulten). Поэтому, несмотря на ошибочность написания, именно «Unaussprechlichen Kulten» является каноном сеттинга.

### «Сокровенные культы»
Вариант названия рус. Сокрове́нные ку́льты утвердилось только в русской литературной традиции, благодаря не совсем точным либо глубоко авторизированным переводам произведений Лавкрафта, и не совсем корректно отражает как английский, так и немецкий варианты, но звучит более художественно и образно.

## Значимость в мифах Ктулху
Судя по частоте упоминания и последовательности перечня «запрещённых книг» мифов Ктулху в рассказах и письмах Лавкрафта, видно, что он ставил «Невыразимые культы» фон Юнцта на четвёртое место после «Некрономикона» (англ. Necronomicon), «Пнакотических манускриптов» (англ. The Pnakotic Manuscripts) и «Книги Эйбона» (англ. Book of Eibon). В большинстве случаев Лавкрафт в своих рассказах вскользь упоминал и саму книгу, и её литературного автора фон Юнцта, ограничиваясь лишь традиционным перечислением списка сакральных книг (см. список ниже).
Наиболее полно тему «Чёрной книги» фон Юнцта Лавкрафт раскрывает в рассказе 1933 года «Вне времени», написанном в соавторстве с Хейзел Хелд (рассказ практически полностью посвящён «Unaussprechlichten Kulten»).
В повести 1935 года «За гранью времён» Лавкрафт снова заостряет внимание на «Unaussprechlichten Kulten».

Пометки делались на том языке, на котором была написана каждая из этих книг, — писавший, похоже, знал их одинаково хорошо, хотя это знание явно отдавало академизмом. Но одна из надписей на страницах «Unaussprechlichten Kulten» фон Юнцта резко отличалась от всех прочих. Она была выполнена теми же чернилами, что и пометки на немецком языке, но состояла из причудливых криволинейных иероглифов, не имеющих, насколько я мог судить, ничего общего с любым земным иероглифическим письмом.
— Говард Лавкрафт «За гранью времён». Перевод В. Дорогокупли

### Эзотерические книги мифов Ктулху
Основная статья — Книги в мифах Ктулху.
Общая последовательность перечня сакральных книг в рассказах Лавкрафта выглядит таким образом (сверху вниз по убывающей общей значимости):
- «Necronomicon» Абдула Альхазреда (создатель Говард Филлипс Лавкрафт)
- «Пнакотические манускрипты» (создатель Говард Филлипс Лавкрафт)
- «Книга Эйбона» (создатель Кларк Эштон Смит)
- «Unaussprechlichten Kulten» фон Юнцта (создатель Роберт Говард)
- «De Vermis Mysteriis» Людвига Принна (создатель Роберт Блох)
- «Эльтдонские таблицы» (создатель Ричард Ф. Сирайт)
- «Cultes des Goules» графа д’Эрлетта (создатель Роберт Блох)
- «Книга Азатота» (создатель Говард Филлипс Лавкрафт)
- «Текст Р’льеха» (создатель Август Вильям Дерлет)
- «Семь сокровенных книг Хсана» (создатель Говард Филлипс Лавкрафт)
- «Песни Дхола» (создатель Говард Филлипс Лавкрафт)
- «Записки Келено» (создатель Август Дерлет)

## Издания
Всего существовало три издания книги фон Юнцта:
- «Чёрная книга» — Дюссельдорф, 1839 год. Язык издания немецкий.
- «Nameless Cults» — Лондон, издательство «Bridewall», 1845 год. Язык издания английский.
- «Nameless Cults» — Нью-Йорк, издательство «Golden Goblin Press», 1909 год. Язык издания английский.

### Чёрная книга
Первое издание «Безымянных культов», получившее название «Чёрная книга», согласно тексту Роберта Говарда, было осуществлено на языке оригинала в Дюссельдорфе и датируется 1839 годом. Именно это издание ценится у серьёзных исследователей оккультных наук в рассматриваемой вымышленной вселенной. «Чёрная книга» имеет соответствующий вид — кожаная обложка, упрочнённая стальными накладками. Кожа на обложке необязательно могла быть чёрной. Объём книги и её формат точно неизвестны, но известно, что она была «увесистой», стало быть, имела более нескольких сотен страниц. Книга разделялась на главы. Тираж дюссельдорфского издания 1839 года был «мизерным», и ко времени основных событий, описываемых в канонических произведениях «Мифов Ктулху» — 1930-е годы, этих книг, по мнению одного из персонажей, оставалось «не более полудюжины», что подразумевает высокую ценность и раритетность. Большая часть экземпляров дюссельдорфского издания была уничтожена их владельцами, после того как стало известно о трагической гибели фон Юнцта. Согласно мифологии Лавкрафта, один из уцелевших экземпляров первоиздания «Unaussprechlichen Kulten» хранится вместе с другими «запрещёнными книгами» в специальном отделе библиотеки Мискатоникского университета в городе Аркхэме.

### Издание Bridewall
Лондонское издание 1845 года, издательства «Bridewall» — на английском языке, про которое известно, что оно было пиратским и имело «неряшливый перевод». Издание Брайдуолла было очень дешёвым и доступным, имело абсолютно коммерческий характер, в результате чего оригинальный немецкий текст подвергся значительной трансформации и содержал массу дополнительных мистификаций. Книга Брайдуолла имела мало общего с оригинальной «Unaussprechlichen Kulten» и воспринималась читательской аудиторией как забавное и жутковатое развлечение. Однако именно это переводное англоязычное издание и создало своеобразную славу «Безымянным культам», порождая у библиофилов и исследователей оккультных наук высокий интерес к немецкому первоизданию.

### Издание Golden Goblin Press
Нью-йоркское издание 1909 года, издательства «Golden Goblin Press» — сокращённое переиздание на английском языке. Нью-Йоркское издание претендовало на более респектабельный статус, чем лондонское, — оно было дорогим, хорошо оформленным и имело качественные иллюстрации Диего Васкеса. Но по сути это было всего лишь переиздание английского «бульварного» варианта Брайдуолла, откуда были убраны все нелепые и противоречивые, по мнению нью-йоркских издателей, фрагменты. Тираж нью-йоркского издания был небольшим, так как книга в 1909 году не пользовалась спросом.

## Содержание «Сокровенных культов»
Из-за неоднозначности и крайней мрачности затронутой в ней тематики эту книгу долго считали просто-напросто бредом маньяка, а сам автор заслужил репутацию сумасшедшего. В то же время, нельзя было отрицать того, что он сделал целый ряд несомненных открытий и что он сорок пять лет своей жизни потратил, скитаясь по экзотическим странам и открывая мрачные, глубоко сокрытые тайны.
Книга фон Юнцта представляет собой научное исследование на тему зловещих тайных культов глубокой древности, посвящённых хтоническим существам дочеловеческой эпохи, таким как Гол-Горота, Гатаноа, Тсатхоггуа, а также пиктским Безымянным Богам (англ. Nameless Gods) из культа Брана мак Морна. Предположительно, «Unaussprechlichen Kulten» могут содержать описания не менее тринадцати различных культов, существующих в мифах Ктулху. Помимо описания самих культов, в книге приводятся различные материалы, касающиеся древних артефактов, рукописей, географических пунктов, легенд и фольклора, мифических существ и рас, научные выводы и версии самого фон Юнцта, полученные по результатам многочисленных экспедиций в отдалённые уголки земного шара — Венгрия, Центральная Америка, Монголия, Британские острова и т. д. Кроме этого, существует информация о неопубликованном дополнении к «Unaussprechlichen Kulten», которое было уничтожено Алексом Ладо в 1840 году.

### Глава о культе Брана
В связи с книгой «Unaussprechlichen Kulten» культ Брана упоминается в рассказе Говарда 1931 года «Дети ночи». Господствующий культ Тёмной Империи пиктов эпохи неолита, основатель которой — Бран мак Морн, являлся центральной фигурой верования. Главным объектом поклонения культа Брана была гигантская статуя короля пиктов, укрытая в тайной пещере, называемая Тёмный Человек. Согласно литературной концепции Говарда, культ Брана дожил до наших дней — ему тайно поклоняются современные потомки пиктов, проживающие на севере Шотландии. В связи с этим культом в рассказе Говарда приводится короткая цитата из текста Фон Юнцта о «городе в пустыне». Также упоминаются Безымянные Боги древности.

### Глава о культеИль-Маринена
В связи с книгой «Unaussprechlichen Kulten» культ Иль-Маринена упоминается в рассказе Говарда 1931 года «Дети ночи». Финско-арийский культ Иль-Маринена, который существовал у древнекельтских племен того же времени, что и пиктский культ Брана. Иль-Маринен — жестокое божество, отличалось воинственной яростью и наделяло тех, кто ему поклонялся, способностью берсерков уничтожать превосходящего по силе и численности противника и не получать физический урон (либо игнорировать его) во время сражения. В железном веке Иль-Маринен трансформировался в Виланда и Вулкана. В главе упоминается о противостоянии кельтских и пиктских племён, а также об их совместной вражде с потомками змеелюдей.

### Глава о вызове демонов из Пустоты
Открыв книгу наугад, я начал неторопливо читать главу о вызове демонов из Пустоты. Невероятные утверждения автора более чем когда-либо внушили мне доверие к глубокой и зловещей мудрости, скрытой в теории фон Юнтца; он говорил об оказывающих влияние на нашу вселенную невидимых мирах из неких демонических измерений и о нечестивых обитателях этих Внешних миров, прорывающих иногда, по мысли автора, Вуаль по зову злых чародеев из тех, что спешат устроить пир на крови людей…
Упоминается в рассказе Говарда «Эксперимент Джона Старка».

### Глава о культе Гол-Горота
Основная статья: Голгор
См. также: Атлантида (Роберт Говард)
Стигийский культ бога Тьмы Голгорота упоминается в рассказах Говарда «Луна черепов» 1930 года и «Боги Бал-Сагота» 1931 года. В связи с книгой «Unaussprechlichen Kulten» упоминается в рассказах «Дети ночи» 1932 года и «Чёрная эпоха» (дописан Робертом М. Прайсом). Культ бога Голгорота, согласно мифологеме Говарда, происходит от верований атлантов и существовал как минимум в трёх регионах — в Центральной Африке (Страна Черепов), на острове в северной Атлантике Бал-Саготе и на территории современного Египта.

### Глава о культе Ксутлтана
Венгерский культ подробно описан в рассказе Говарда «Чёрный камень». Он просуществовал в горной провинции Стрегойкавар до 1526 года, пока в Венгрию не вторглись турецкие войска Сулеймана Великолепного, уничтожившие носителей этого верования. Культ исповедовали потомки древнего племени патанов, вызывавшие у местных венгров, славян и турок омерзение. Суть культа сводилась к поклонению Чёрному монолиту и принесению человеческих жертв Ксутлтану — жабоподобному существу, обитавшему в пещере поблизости от Чёрного монолита. Согласно легенде, турецкие войска уничтожили Ксутлтана. Но тем не менее негативное влияние Чёрного монолита сохраняется и по сей день, что говорит о том, что Ксутлтан не был единственным представителем этого вида в той местности. В рассказе подчёркивается, что фон Юнцт на удивление мало внимания уделил Чёрному монолиту Стрегойкавара, и указывается, что монолит является вершиной гигантского подземного комплекса, где могут обитать другие подобные создания. В связи с этим в «Unaussprechlichen Kulten» несколько раз упоминается словосочетание «один из ключей» применительно к одному из священных артефактов культа патанов.
Чёрному камню и культу Ксутултан посвящена поэма Джастина Джеффри «Люди монолита».

### Глава о Юкатанском культе Жабы
...город в опустошении.
...ключ к сокровищу. Один из ключей...
Племя поклонялось огромному ржущему чудовищу с щупальцами и копытами...
Спящие пробуждаются, если открыть двери их темницы...
Бог храма является его священным сокровищем... 
Юкатанскому культу Говард посвятил рассказ «Тварь на крыше». Он практически идентичен культу Ксутлтана. В первом издании книги фон Юнцта говорится о древнем святилище неизвестного племени, затерянном в джунглях Юкатана. Это племя поклонялось «огромному ржущему чудовищу с щупальцами и копытами» и вымерло за несколько тысяч лет до завоевания Мексики испанцами в 1519 году. Фон Юнцт описывает мумию жреца, найденную им в горах Британского Гондураса, и рубиновый амулет, вырезанный в виде жабы (аналогичный амулет был и в Венгрии). Амулет является ключом к подземному комплексу, вход в который находится под алтарём Храма Жабы. В этой главе фон Юнцт особо предостерегает исследователей от попыток проникнуть в подземный комплекс, а также говорит о том, что «божество является священным сокровищем храма». Судя по описанию, божество является летающим созданием, нечто вроде гибрида гигантской жабы и коня с крыльями, покрытое зловонной слизью.

### Глава о культе Тсатоггуа
Основная статья: Тсатхоггуа
Культ упоминается в рассказах Говарда «Королевство теней» 1929 года, «Долина сгинувших» и «Бог из чаши», а также в рассказах Лавкрафта «Безымянный город», «Обитающий во тьме» и кроме того в рассказе Кларка Эштона Смита «Вторая тень». В связи с книгой «Unaussprechlichen Kulten» упоминается в рассказах Лавкрафта и Хейзел Хелд «Ужас в музее» 1932 года и «Вне времени» 1933 года. Жестокий лемурийский культ чёрного идола рептилеподобного Цатхоггуа доминировал в Гиперборее во времена среднего палеолита. Основными носителями культа являются змеелюди и их потомки.

### Глава о культе Гатаноа
Сыновья Юггота погибли за миллионы лет до того, но оставили живое существо, чудовищное и ужасное, бессмертное. Своего адского бога, демонического покровителя Гатаноа. Он остался на вечные времена в подземельях крепости Яддит-Го. Ни один человек никогда не забирался на Яддит-Го и не видел вблизи этой кощунственной крепости — только как далекий, геометрически неправильный силуэт, вырисовывавшийся на фоне неба. Однако большинство людей было убеждено, что Гатаноа по-прежнему там, в тёмных глубинах, за металлическими стенами. Были и такие, кто считал, что Гатаноа следует приносить жертвы, чтобы он не выполз из своего логова и не стал посещать мир людей, как некогда посещал мир сыновей Юггота.
Основная статья: Гатаноа
Упоминается в рассказе Лавкрафта и Хэйзел Хелд «Вне времени» 1933 года. Согласно нарративной версии Лавкрафта, культ Гатаноа существовал в провинции К'Наа, на легендарном континенте Му, до образования жизни на Земле, то есть во времена не позднее архейского периода, за миллиарды лет до нашей эры. Бессмертный Гатаноа всё это время обитает в металлической крепости на вершине базальтовой горы Яддит-Го, построенной пришельцами с планеты Юггот, богом которых он изначально и являлся.
После гибели последних представителей пришельцев, последующего зарождения жизни на Земле и возникновения человечества люди, обитавшие на континенте Му, также стали поклоняться Гатаноа, возводили в его честь храмы и святилища, приносили кровавые ритуальные жертвы. Культ Гатаноа был господствующей религией этого региона, хотя там же существовали и другие верования, например культ Шуб-Ниггурата.
Считается, что Тёмного Бога Гатаноа нельзя наблюдать, даже его изображение является смертельно опасным.

Все легенды детей Юггота уверяли, что вид бога вызывает паралич и жуткое окаменение, в результате которого жертва внешне превращается в камень, в то время как её мозг остаётся живым на протяжении тысячелетий, сознаёт течение времени, но бессилен что-либо сделать, пока случай и время не докончат разложение окаменевшей раковины и не предоставят возможность мозгу умереть.— Говард Филлипс Лавкрафт, «Вне времени»

### Рассказ о еретике Т’юоге
На Заре Дня Пламенного Неба Т'юог, сопровождаемый молитвами и песнопениями народа и благословениями короля, пошёл к страшной горе с посохом из дерева тлат в руке. 
Глава о культе Гатаноа включает рассказ о жреце Шуб-Ниггурата, служителе Медного Храма в стране К'Наа, человеке по имени Т’юог, бросившего вызов древнему богу в 173-148 году до н. э. Данный рассказ наиболее подробно описывается у фон Юнцта (по версии Лавкрафта), что делает его одним из центральных мест «Unaussprechlichen Kulten». Т’юог, заручившись поддержкой богов, условно покровительствующих людям, и составив защитную текстовую формулу на языке нааль, поднялся на вершину горы Яддит-Го к металлической крепости Гатаноа с целью навязать ему свои условия. Накануне похода на гору Яддит жрецы культа Гатаноа подменили свиток Т’юога с защитной формулой. Известно, что Т’юог, отправившийся на гору Яддит-Го, пропал без вести. Похищенный оригинальный свиток Т’юога, хранящийся в герметичном цилиндре из внеземного югготского металла лаг, передавался от одного Верховного Жреца культа Гатаноа к другому на протяжении многих тысяч лет, пока страна К'Наа не исчезла вместе с континентом Му в водах Тихого океана.

### Глава о культе Шуб-Ниггурата
Основная статья: Шуб-Ниггурат
Упоминается в рассказе Лавкрафта и Хейзел Хелд «Вне времени» 1933 года. Культ Шуб-Ниггурата зародился в провинции К'Наа на легендарном континенте Му в качестве одной из конкурирующих религий культу Гатаноа.

### Глава о Великой Расе Йит
Основная статья: Великая Раса Йит
Косвенно упоминается в рассказе Лавкрафта «За гранью времён» 1935 года.

### Прочие главы
В рассказе «Ужас в музее» Лавкрафт, в связи с книгой фон Юнцта, упоминает также о культах Ктулху и Чогнара Фогна, главы о которых безусловно имеют место  в «Unaussprechlichen Kulten». Вероятно, также там имеются главы, посвящённые Некрономикону (так как Говард утверждал, что фон Юнцт был одним из немногих, кто прочёл книгу Альхазреда в оригинальной греческой версии), тексту Р’льеха, Пнакотическим рукописям и о связанных с этим культах Йог-Сотота, Азатота, Ньярлатотепа и Дагона.

## Неканонические главы

### Глава 78.16
В повести Брайана Ламли «Дом над прудом» (англ. The House of the Temple, 1980) упоминается глава Unaussprechlichen Kulten 78.16, повествующая о Йог-Сототе и его окружении. В том числе упоминается некий паразит — «клещ, обитающий в мантии Йог-Сотота».

## Утраченная рукопись 1840 года
В рассказе 1931 года «Чёрный камень» Роберт Говард упоминает о неопубликованной рукописи фон Юнцта, которая послужила причиной гибели её автора от удушения в 1840 году. По всей видимости, речь идёт о дополнительных главах либо о втором томе «Безымянных культов», которую автор начал писать после экспедиции в Монголию. Известно, что фон Юнцт трудился над этой рукописью «…не разгибая спины, несколько месяцев кряду, вплоть до своей кончины…». Судя по продолжительности в несколько месяцев и концентрации работы, объём этого текста был значительным и вполне мог быть сопоставим с объёмом полноценной книги. Разрозненные фрагменты рукописи были найдены в кабинете фон Юнцта рядом с его трупом французом Алексом Ладо. Как описывается в рассказе, дверь и окна кабинета были наглухо заперты изнутри, а у трупа на горле наблюдались «следы чьих-то когтей». Французу удалось по обрывкам частично восстановить содержание рукописи, после чего, в полном соответствии с традицией жанра, он «полоснул себя бритвой по горлу», предварительно уничтожив в огне фрагменты предсмертного труда фон Юнцта. Содержание этого труда не раскрывается, но можно предположить, что, кроме всего прочего, речь в нём шла о древней враждебной цивилизации, укрывающейся глубоко под землёй.

## Упоминание в литературе

### Роберт Ирвин Говард
Сам Говард упоминал «Безымянные культы» в трёх прижизненно изданных рассказах и в двух неоконченных, изданных после смерти автора:
- Дети ночи (англ. The Children of the Night)[6] — апрель 1931 года (упоминается как англ. Nameless Cults).
- Чёрный камень (англ. «The Black Stone»)[16] — ноябрь 1931 года (упоминается как англ. Black Book и англ. Nameless Cults).
- Тварь на крыше (англ. The Thing on the Roof)[21] — февраль 1932 года (упоминается как англ. Black Book и англ. Black Book и англ. Nameless Cults).
- Копытная тварь (англ. The Hoofed Thing)[24] — неоконченный рассказ 1932 года, издан в 1970 году (упоминается как англ. Black Book и англ. Nameless Cults).
- Чёрная эпоха (англ. Black Eons)[4] — неоконченный и безымянный отрывок 1934 года, издан в 1967 году[25] (упоминается как нем. Unaussprechlichen Kulten).

Кроме того, существует сборник «Nameless Cults» 2001 года, издательства Chaosium, куда вошли восемнадцать близких по концепции рассказов Роберта Говарда под редакцией Роберта М. Прайса.

### Говард Филлипс Лавкрафт
Лавкрафт упоминал об «Unaussprechlichen Kulten» в четырёх собственных рассказах и в двух, написанных в соавторстве:
- Сны в ведьмином доме (англ. The Dreams in the Witch House) — февраль 1932 года (упоминается как нем. Unaussprechlikhen Kulten).
- Ужас в музее (англ. The Horror in the Museum)[26] — написано в октябре 1932 в соавторстве с Хейзел Хелд (упоминается как нем. Unaussprechlichen Kulten).
- Вне времени (англ. Out of the Aeons)[15] — написано в 1933 в соавторстве с Хейзел Хелд (упоминается как англ. Black Book и англ. Nameless Cults).
- Тварь на пороге (англ. The Thing on the Doorstep) — август 1933 года (упоминается как нем. Unaussprechlichen Kulten).
- За гранью времен (англ. The Shadow Out of Time) — март 1935 года (упоминается как нем. Unaussprechlichen Kulten).
- Обитающий во Тьме (англ. The Haunter of the Dark) — ноябрь 1935 года (упоминается как нем. Unaussprechlichen Kulten).

### Август Вильям Дерлет
Известный популяризатор мифологии Ктулху, друг и соавтор Говарда Лавкрафта Август Дерлет использовал «Unaussprechlichen Kulten» в четырёх своих рассказах, а также в одном рассказе, написанном после смерти Роберта Говарда:
- Дом на Кервен-стрит (англ. The Trail of Cthulhu) — рассказ (1943).
- Хранитель ключа (англ. The Keeper of the Key) — рассказ (1951).
- Чёрный остров (англ. The Black Island) — рассказ (1951).
- Пришелец из космоса (англ. The Shadow Out of Space)[27] — рассказ написан на основе черновиков Лавкрафта, опубликован в 1957 году.
- Дом, окружённый дубами (англ. The House in the Oaks)[28] — рассказ (1971).

### Лин Картер
- Ужас в галерее (англ. The horror in the gallery)[29] — повесть (1976).
- Тварь в яме (англ. The thing in the pit) — рассказ (1980).
- Нечто в лунном свете (англ. Something in the moonlight)[30] — рассказ (1980).
- Рыболовы из Ниоткуда (англ. The Fishers from Outside) — рассказ (1988).
- Странная гибель Эноса Харкера (англ. The strange doom of Enos Harker)[31] — рассказ (1989).

### Брайан Ламли
- Дом над прудом (англ. The House of the Temple) — повесть (1980).

### Другие авторы
- Иллюминатус! (англ. The Illuminatus! Trilogy) — роман-трилогия Роберта А. Уилсона и Роберта Ши (1975).
- Застава (англ. The Keep) — роман Ф. Пола Вилсона (1981).
- В саду ядовитых цветов (англ. In the Garden of Poisonous Flowers) — рассказ Кейтлин Кирнан (2002).
- Бог темного смеха (англ. The God of Dark Laughter) — рассказ Майкла Шейбона (2002).
- Триумф. Герой Её Величества (англ. Triumff: Her Majesty's Hero) — роман Дэна Абнетта (2009).

## Влияние в массовой культуре

### Настольные игры
- В настольной ролевой игре «Call of Cthulhu»[32] (Зов Ктулху) разработчика Сэнди Петерсона[33] (издательство Chaosium, 1981 год) используются все три издания «Сокровенных культов» — дюссельдорфское, лондонское и нью-йоркское.

### Видеоигры
- В игре 1992 года «Alone in the Dark» в библиотеке поместья в числе прочих книг мифов Ктулху можно увидеть и «Сокровенные культы».
- В игре 2005 года «Call of Cthulhu: Dark Corners of the Earth» — её можно видеть в одном из начальных роликов, в кабинете частного детектива Джека Уолтерса, вместе с другой подобной книгой — «Cultes des Goules» графа д’Эрлетта.
- В игре 2018 года «ATOM RPG» главный герой при помощи отрывка из книги «Unaussprechlichen Kulten» и мухомора может призвать Шога в локации «Отрадное».

### Современная музыка
- Дэт-группа «Nile», США, — песня «Von Unaussprechlichen Kulten» звучит в альбоме 2005 года «Annihilation of the Wicked»[34].
- Индастриал-группа «Cthulhu Biomechanical», Россия, — фон Юнцт и его книга упоминаются в композициях альбома «Unaussprechliche Kulte»[35].
- Дэт-группа «Unaussprechlichen Kulten», Чили, — использует в своих песнях мифологию Ктулху, в том числе и книгу фон Юнцта[36].

### Мистификации
В сети Интернет имеют хождения несколько текстовых мистификаций на тему «Unaussprechlichen Kulten», в том числе русскоязычные, созданные в мейнстрим-мифологии Ктулху. В частности, в Рунете можно найти ссылки на якобы реально существовавший прототип фон Юнцта и его «научную книгу». Приводится псевдобиография некоего Эмиля фон Юнцта и даже текст книги, якобы имеющей отношение к вымышленной культовой книге из произведений Роберта Говарда и Лавкрафта. На самом деле, наиболее вероятным прототипом для фон Юнцта был немецкий оккультист и авантюрист Карл Фридрих Август Гроссе (1768—1847), книга которого под названием «Horrid Mysteries» (Ужасающие мистерии) являлась, вероятно, одним из прототипов «Безымянных культов». По крайней мере, на это есть намёк у самого Говарда, в первом же рассказе, где появляется книга фон Юнцта — «Дети ночи».